# Meridian Station
Meridian Station és una concentració de població designada pel cens dels Estats Units a l'estat de Mississipi. Segons el cens del 2000 tenia 1.849 habitants.

## Demografia
Segons el cens del 2000, Meridian Station tenia 1.849 habitants, 354 habitatges, i 344 famílies. La densitat de població era de 253,2 habitants per km².
Dels 354 habitatges en un 75,4% hi vivien nens de menys de 18 anys, en un 88,1% hi vivien parelles casades, en un 6,5% dones solteres, i en un 2,8% no eren unitats familiars. En el 2,5% dels habitatges hi vivien persones soles el 0,3% de les quals corresponia a persones de 65 anys o més que vivien soles. El nombre mitjà de persones vivint en cada habitatge era de 3,45 i el nombre mitjà de persones que vivien en cada família era de 3,49.
Per edats la població es repartia de la següent manera: un 29,1% tenia menys de 18 anys, un 30,4% entre 18 i 24, un 38,6% entre 25 i 44, un 1,7% de 45 a 60 i un 0,2% 65 anys o més.
L'edat mediana era de 22 anys. Per cada 100 dones de 18 o més anys hi havia 145 homes.
La renda mediana per habitatge era de 42.024 $ i la renda mediana per família de 42.173 $. Els homes tenien una renda mediana de 24.348 $ mentre que les dones 17.284 $. La renda per capita de la població era de 12.353 $. Entorn del 5,3% de les famílies i el 5,9% de la població estaven per davall del llindar de pobresa.

## Poblacions més properes
El següent diagrama mostra les poblacions més properes.